# Borgiové

Rodový erb

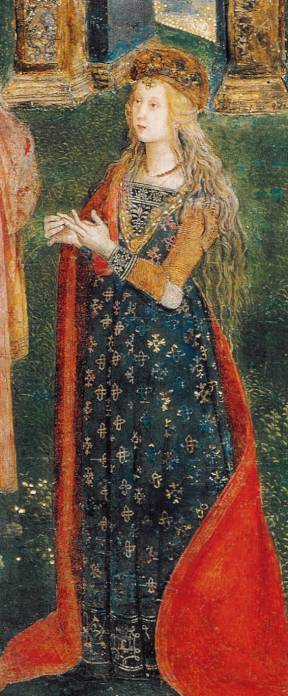
Lucrezia Borgia

Borgiové (španělsky a katalánsky Borja, italsky Borgia) byl původně španělský šlechtický rod, který se stal v době renesance jedním z nejmocnějších a nejbohatších šlechtických rodů na území dnešní Itálie. Politický vliv jeho členů však nejednou dosahoval i významu celoevropského (především za pontifikátu dvou papežů z rodu Borgia – Kalixta III. a Alexandra VI.). Kromě těchto dvou papežů vstoupili významněji do historie i další Borgiové – např. Cesare Borgia, Lucrezia Borgia nebo Francisko Borgia (vévoda gandijský, generál jezuitského řádu, v roce 1671 prohlášen za svatého).

## Původ

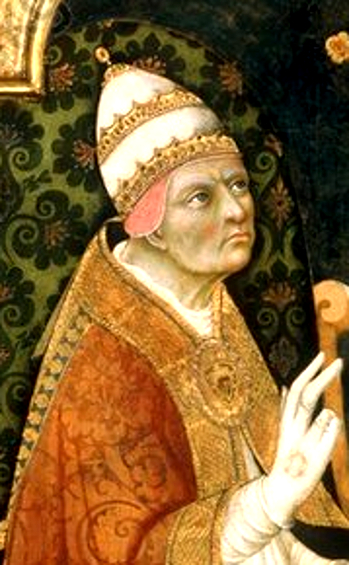
Kalixtus III.

Borgiové pocházeli z nepříliš významné španělské šlechtické rodiny, jejíž příslušníci se ve vojsku Jakuba I. Aragonského zúčastnili dobývání maurského valencijského království a za své zásluhy v těchto bojích získali roku 1244 lénem rozsáhlé pozemky v Játivě.

## Vzestup

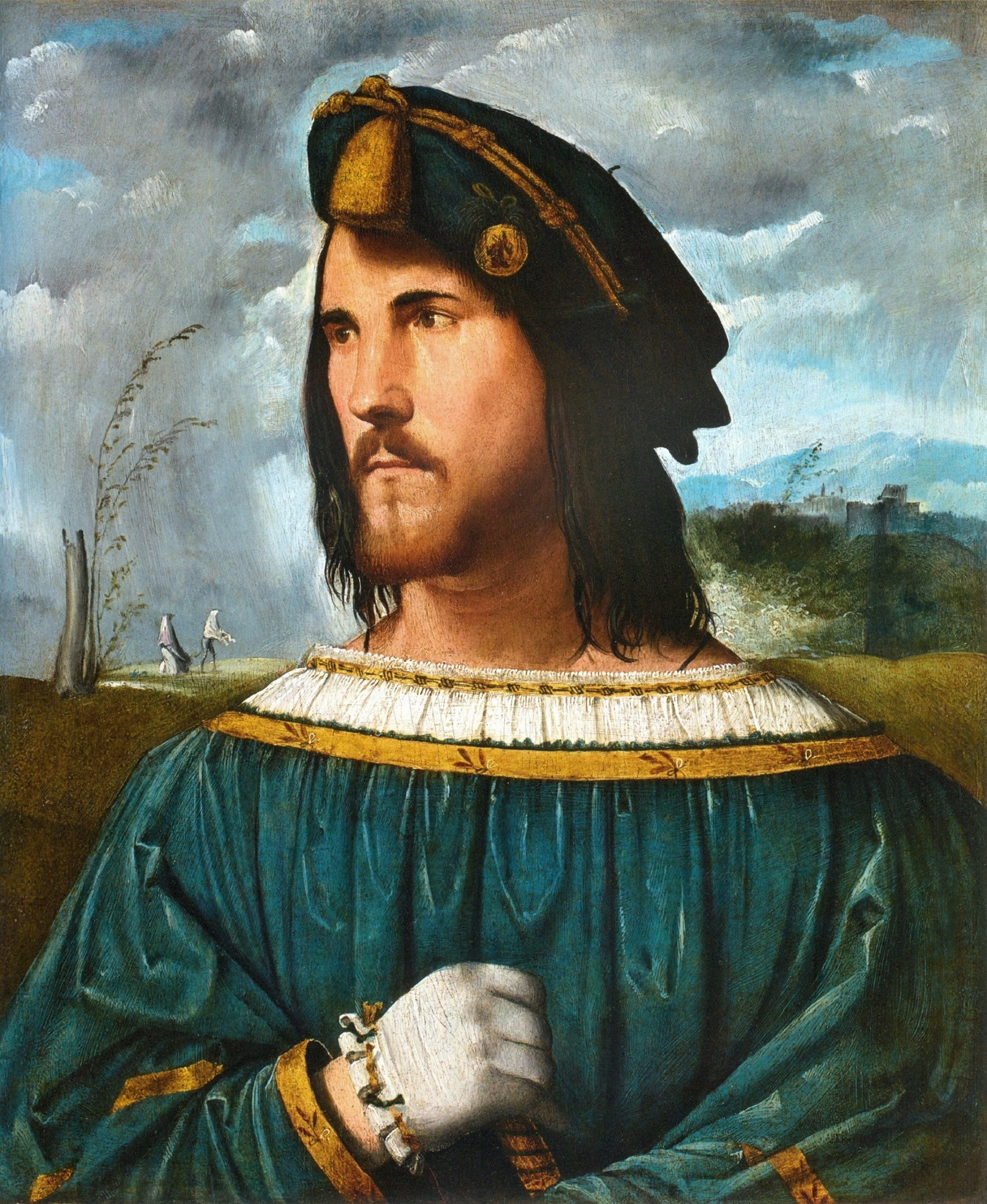
Cesare Borgia

Skutečný mocenský vzestup rodu započal až po roce 1429, kdy člen rodu, duchovní Alonso Borgia, dosáhl ve službách aragonského krále Alfonsa několika mimořádných politických a diplomatických úspěchů, které jej vynesly nejprve do úřadu biskupa a později, v roce 1444, i kardinála ve Valencii. V roce 1455 byl Alonso Borgia zvolen papežem a přijal jméno Kalixtus III. Další významnou osobností z rodu Borgia byl synovec papeže Kalixta III. Rodrigo Borgia, který od svého strýce nejprve přijal titul kardinála a následně i funkci papežova místokancléře. Tuto funkci zastával i po smrti svého strýce a udržel si ji po dobu pontifikátu dalších tří následujících papežů. Kardinál Rodrigo Borgia byl zvolen papežem v roce 1492 a přijal jméno Alexandr VI. Kromě těchto dvou papežů dosáhli významných duchovních i světských úřadů a titulů i další členové rodu, jehož moc byla na vrcholu právě za pontifikátu Alexandra VI. Jednotliví příslušníci rodu se tak pyšnili především dědičným titulem vévoda gandijský, ale také tituly dalšími - vévoda z Valentinois a Romagne, kníže squillacejský, baron de Mila, vévoda spoletský a beneventský, hrabě z Procidy, baron z Villalongy a mnoha dalšími. Zastávali rovněž církevní úřady biskupů, arcibiskupů a kardinálů, ženy se pak stávaly abatyšemi klášterů. Borgiové zbavili moci významné římské šlechtické rody (rod Colonnů, Savelliů, Gaetaniů a Orsiniů), které často ovlivňovaly politická rozhodnutí předchozích papežů. Alexandr VI. se spolu se svým synem Cesarem stali skutečnými pány nejen Říma, ale celého církevního státu, jehož území rovněž vojenskou silou ovládli. Promyšlenou sňatkovou politikou navíc dosáhl rod Borgiů toho, že byl postupem času dynasticky spřízněn nejen s významným rodem d'Este ve Ferraře, ale i s francouzským a španělským královským rodem.

## Špatná pověst
Cesta Borgiů na výsluní evropské politiky byla provázena řadou skandálů, uplácení, protežování příbuzných (nepotismus) a dokonce i zločiny. Podobné metody ovšem tehdy využívaly i jiné šlechtické rody. Přesto právě rod Borgiů získal mimořádně nechvalnou pověst a dodnes je s jeho jménem spjata řada nešvarů tehdejší doby – od mravního úpadku církve až po úkladné vraždy. Dobové informace týkající se například chování papeže Alexandra VI. a jeho dětí Cesara a Lucrezie však nemůžeme považovat za zcela objektivní, jelikož Borgiové měli vzhledem ke své obrovské moci také řadu protivníků, odpůrců a pomlouvačů.

## Lucrezia
Lucrezia se narodila v Subiacu v Itálii kardinálu Rodrigu Borgiovi a jeho římské milence Vannozze dei Catanei. Už před svými třináctými narozeninami byla zasnoubena se dvěma španělskými princi. Poté, co se její otec stal papežem, byla roku 1493 ve věku třinácti let provdána za Giovanniho Sforzu. Šlo o typické politické manželství, které mělo upevnit moc Alexandra VI.; když však už Sforzovy služby nepotřeboval, bylo manželství v roce 1497 anulováno.
Krátce poté se Lucrezia zapletla do skandálu kvůli údajnému vztahu se Španělem Pedrem Calderónem, známým spíše jako Perotto. Jeho tělo bylo nalezeno v Tibeře 14. února 1498 spolu s tělem jedné z Lucreziiných dvorních dam. Pravděpodobně je nechal zabít Cesare, protože takový poměr by poškodil právě probíhající vyjednávání o novém sňatku. V té době se rovněž šířily zvěsti, že tehdy narozené dítě – Giovanni Borgia, známý také jako Infans Romanus (dítě Říma) – bylo Lucreziino.
Druhým manželem Lucrezie se stal bohatý mladý princ Alfons Aragonský, což umožnilo Borgiům uzavřít spojenectví s dalším mocným rodem. Ani tento vztah však dlouho nevydržel. Cesare si přál posílit vztahy s Francií a zcela se odříznout od Neapolského království. Protože Alfonsův otec vládl právě Neapoli, ocitl se mladý manžel v nebezpečí. První pokus o vraždu sice selhal, ale Alfons byl nakonec ve svých komnatách uškrcen.
Třetím a posledním manželem Lucrezie se stal Alfonso I. d’Este, vévoda z Ferrary. Po smrti svého otce v roce 1503 žila Lucrezia ve Ferraře svobodněji po boku manžela a dětí. Její těhotenství byla obtížná a několik dětí ztratila krátce po narození. Zemřela roku 1519 deset dní po porodu a úmrtí své poslední dcery, Isabely Marie. Byla pohřbena ve společné hrobce s Isabelou a Alfonsem.
O Lucrezii se šířily pověsti, že je notorickou travičkou a proslavila se svým uměním politických intrik. Někteří moderní historici se na ni však dívají soucitněji a považují ji spíše za oběť machinací své rodiny.

## V populární kultuře
Borgiové byli ve své době nechvalně proslulí a inspirovali nespočet odkazů v populární kultuře. Objevují se v románech, jako například:
- Stín nad Římem (1979) od Cecelie Holland,[3]
- Rodina (2001) od Maria Puza,
- Temné léto (1991) od Dana Simmonse.[4]

Dále se objevují v divadelních hrách, operách, komiksech, filmech (např. Krev Borgiů z roku 2006), televizních seriálech jako:
- Borgia (2011),
- Borgiové (2011) vysílaný na Showtime,[5]

a dokonce i ve videohrách, například Assassin’s Creed: Brotherhood (2010) od Ubisoftu.
Ve čtvrté sérii skečové komediální show Děsivé dějiny byla ve scéně „Radical Renaissance“ uvedena píseň s názvem „The Borgia Family“, což je parodie na úvodní znělku k filmu Rodina Addamsova.
Rodinné legendy a artefakty Borgiů hrají klíčovou roli také v zápletce disneyovského filmu Chundelatý pes z roku 1959.